# Sierra de Villares - Balbueno
Sierra de Villares - Balbueno este o arie protejată (arie specială de conservare — SAC, sit de importanță comunitară — SCI) din Spania întinsă pe o suprafață de 500,91 ha, integral pe uscat.

## Localizare
Centrul sitului Sierra de Villares - Balbueno este situat la coordonatele 39°04′26″N 5°00′21″W / 39.073889°N 5.005833°V.

## Înființare
Situl Sierra de Villares - Balbueno a fost declarat sit de importanță comunitară în decembrie 1997 pentru a proteja 8 specii de animale. Situl a fost protejat și ca arie specială de conservare în mai 2015.

## Biodiversitate
Situată în ecoregiunea mediteraneană, aria protejată conține 11 habitate naturale: Pante stâncoase silicioase cu vegetație casmofită, Tufărișuri termo-mediteraneene și de pre-deșert, Păduri de Quercus ilex și Quercus rotundifolia, Grohotișuri termofile și vest-mediteraneene, Păduri iberice de Quercus faginea și Quercus canariensis, Lande oro-mediteraneene cu formațiuni endemice de grozamă, Roci stâncoase cu vegetație pionieră de Sedo-Scleranthion sau Sedo albi-Veronicion dillenii, Dehesas cu Quercus spp. perene, Pajiști uscate europene, Pajiști umede atlantice temperate cu Erica ciliaris și Erica tetralix, Pseudostepă cu ierburi și specii anuale de Thero-Brachypodietea.
La baza desemnării sitului se află mai multe specii protejate:
- păsări (6): ciocârlie de pădure (Lullula arborea), Oenanthe leucura, pitulice de munte (Phylloscopus bonelli), pitulice de munte (Phylloscopus collybita), silvie de tufiș (Sylvia undata), Tachymarptis melba
- nevertebrate (1): fluturele auriu (Euphydryas aurinia)
- reptile (1): Mauremys leprosa

Pe lângă speciile protejate, pe teritoriul sitului au mai fost identificate 5 specii de plante, 5 specii de amfibieni, 1 specie de nevertebrate, 7 specii de reptile.